# Supercoupe du Portugal de football 2011
La Supercoupe du Portugal 2011 (portugais : Supertaça Cândido de Oliveira 2011) est la trente-troisième édition de la Supercoupe du Portugal, épreuve qui oppose le champion du Portugal au vainqueur de la Coupe du Portugal. Disputée le 7 août 2011 au stade municipal d'Aveiro devant 18 300 spectateurs, la rencontre est remportée par le FC Porto aux dépens du Vitória Guimarães sur le score de 2-1.
Il s'agit de la deuxième confrontation entre les deux clubs en Supercoupe. Lors de l'édition 1988, le Vitória Guimarães s'impose 2-0 en score cumulé aller-retour.

## Feuille de match
|  |  |  |  |

|  |  |  |  |

|  |  |  |  |

|  |  |  |  |

| Gardien de but | 1  | Helton             |     |
| D              | 21 | Cristian Săpunaru  |     |
| D              | 4  | Maicon             |     |
| D              | 14 | Rolando            |     |
| D              | 13 | Jorge Fucile       |     |
| M              | 23 | Souza              |     |
| M              | 28 | Rúben Micael       | 66e |
| M              | 8  | João Moutinho      | 85e |
| A              | 17 | Silvestre Varela   | 66e |
| A              | 11 | Kléber             |     |
| A              | 12 | Hulk               |     |
| Remplaçants :  |    |                    |     |
| Gardien de but | 31 | Rafael Bracalli    |     |
| D              | 16 | Henrique Sereno    |     |
| D              | 30 | Nicolás Otamendi   |     |
| M              | 6  | Fredy Guarín       | 66e |
| M              | 7  | Fernando Belluschi | 85e |
| A              | 9  | Radamel Falcao     | 66e |
| A              | 20 | Djalma             |     |
| Entraîneur :   |    |                    |     |
| Vítor Pereira  |    |                    |     |

| Gardien de but | 1  | Nilson            |     |
| D              | 79 | Alex              |     |
| D              | 40 | João Paulo        |     |
| D              | 44 | Mahamadou N'Diaye |     |
| D              | 33 | Anderson Santana  |     |
| M              | 5  | Issam El Adoua    |     |
| M              | 18 | Lionel Olímpio    | 72e |
| M              | 14 | Jean Barrientos   | 76e |
| A              | 7  | Tiago Targino     |     |
| A              | 20 | Faouzi Abdelghani | 57e |
| A              | 8  | Marcelo Toscano   |     |
| Remplaçants :  |    |                   |     |
| Gardien de but | 83 | Douglas           |     |
| D              | 3  | Rodrigo Defendi   |     |
| D              | 55 | Tony              |     |
| M              | 80 | João Alves        | 72e |
| M              | 4  | Pedro Mendes      | 76e |
| M              | 26 | Dinis             |     |
| A              | 77 | Maranhão          | 57e |
| Entraîneur :   |    |                   |     |
| Manuel Machado |    |                   |     |